# Marco Girondino
Marco Girondino (Latina, 10 febbraio 1969) è un attore italiano, noto come attore bambino per i suoi ruoli di piccolo scugnizzo napoletano nei film di Alfonso Brescia, tra il 1978 e il 1983, al fianco di attori come Mario Merola e Angela Luce.

## Biografia
Marco Girondino nasce a Latina nel 1969. Tra il 1978 e il 1980 ha una breve — ma molto intensa – esperienza come attore bambino nel cinema italiano. Il regista Alfonso Brescia lo sceglie per ruoli di rilievo di piccolo scugnizzo napoletano (Gennarino) in quattro film con Mario Merola e come protagonista in Lo scugnizzo (1979) con al fianco Angela Luce. L'orfano Gennarino, ribelle a ogni legge ma dal cuore generoso, incarna "lo stereotipo del figlio del sottoproletariato napoletano", che vive di contrabbando e di espedienti ai limiti del codice penale.
Girondino partecipa anche con un ruolo minore al film Ciao nì! (1979), una biografia di Renato Zero, dove interpreta la parte del protagonista da bambino.
Lasciato il mondo dello spettacolo, Girondino intraprende da adulto una carriera di imprenditore edile.

## Filmografia
- Napoli... serenata calibro 9, regia di Alfonso Brescia (1978)
- Il mammasantissima, regia di Alfonso Brescia (1979)
- I contrabbandieri di Santa Lucia, regia di Alfonso Brescia (1979)
- Lo scugnizzo, regia di Alfonso Brescia (1979)
- Ciao nì!, regia di Paolo Poeti (1979)
- La tua vita per mio figlio, regia di Alfonso Brescia (1980)
- Mi manda picone, regia di Nanni Loy (1983)